# Allô, il y a une certaine Giuliana pour toi
Pour plus de détails, voir Fiche technique et Distribution.
Allô, il y a une certaine Giuliana pour toi (Pronto... c'è una certa Giuliana per te) est un film italien réalisé par Massimo Franciosa, sorti en 1967.

## Fiche technique
Sauf indication contraire, les informations mentionnées dans cette section peuvent être confirmées par la base de données cinématographiques IMDb,  présente dans la section « Liens externes ».
- Titre français : Allô, il y a une certaine Giuliana pour toi ou Allô... Une certaine Giuliana te demande au téléphone[1]
- Titre original : Pronto... c'è una certa Giuliana per te[2] ou Una Porsche per Paolo[1]
- Réalisation : Massimo Franciosa
- Scénario : Franco G. Ferrari, Massimo Franciosa
- Photographie : Pasqualino De Santis
- Montage : Sergio Montanari
- Musique : Mario Nascimbene
- Décors : Franco Bottari
- Costumes : Franco Bottari
- Société de production : Aenaria Film
- Pays d'origine :  Italie
- Langue de tournage : italien
- Format : Couleur — 35 mm — 2,35:1 — Son : Mono
- Genre : Comédie sentimentale[1]
- Durée : 97 minutes
- Dates de sortie :
  - Italie : 1967
  - France : 1967 ; 9 février 1989 (Rétrospective au Centre Pompidou[1])

## Distribution
- Mita Medici : Giuliana
- Gianni Dei : Paolo
- Marina Malfatti : Annalisa
- Caterina Boratto : tante Amelia
- Silvia Dionisio : Stefania
- Anna Mazzamauro : Marina
- Anastasia Stevens : une étudiante
- Paola Natale : une étudiante
- Giancarlo Bonuglia : le professeur
- Giovanna Lenzi :
- Paolo Ferrari : le père de Paolo
- Françoise Prévost : la mère de Paolo

## Autour du film
Bien que le film ait tournè en italien, la bande originale est chantée en francais et a été ecrite par Mario Nascimbene en collaboration avec le chanteur francais Mannick.

## Récompenses et distinctions
- 1968 : Meilleure musique pour le Syndicat national italien des journalistes de cinéma[3]